# Vukašin Mrnjavčević
Vukašin Mrnjavčević, in serbo Вукашин Мрњавчевић (Livno, 1320 circa – Ormenio, 26 settembre 1371), è stato re dei Serbi.